# Oxypetalum obtusifolium
Oxypetalum obtusifolium är en oleanderväxtart som beskrevs av Gustaf Oskar Andersson Malme. Oxypetalum obtusifolium ingår i släktet Oxypetalum och familjen oleanderväxter. Inga underarter finns listade i Catalogue of Life.